# Cephalodesmius armiger
Cephalodesmius armiger är en skalbaggsart som beskrevs av John Obadiah Westwood 1842. Cephalodesmius armiger ingår i släktet Cephalodesmius och familjen bladhorningar. Inga underarter finns listade.